# Imola (Olaszország)
Imola (emilián–romanyol nyelven Iommla) település Olaszországban, Emilia-Romagna régióban, Bologna megyében. Lakosainak száma 69 121 fő (2023. január 1.). Imola Bagnara di Romagna, Casalfiumanese, Castel Bolognese, Conselice, Massa Lombarda, Medicina, Solarolo, Argenta, Borgo Tossignano, Castel Guelfo di Bologna, Dozza, Mordano és Riolo Terme községekkel határos.

## Népesség
A település lakossága az elmúlt években az alábbi módon változott:
| Lakosok száma | 69 909 | 69 951 | 69 936 | 69 121 |
|               | 2016   | 2017   | 2018   | 2023   |

## Kapcsolódó események
- Ayrton Senna 1994. május 1-én életét vesztette Formula–1-es pályafutása közben. Rendszeresen látogatta a versenynaptára szerint Imolát.
- Ayrton Senna halála a nagydíj-futam 7. körében történt, ahol a tamburello kanyarban elvesztette uralmát az autó felett és a falnak csapódott.